# Shaktyavesha avatara
Nella tradizione visnuista dell'induismo, uno shaktyavesha avatara (sanscrito: शक्त्यावेशावतार, romanizzato: Śaktyāveś āvatāra) è l'avatara (incarnazione) di una divinità. Il concetto si riferisce agli esseri viventi -umani o divini- che da una divinità hanno ricevuto il potere di compiere determinati atti o di portare a termine una determinata missione.
Si ritiene che un avatara shaktyavesha sia rivestito  (āveśā) di una parte dei poteri di una divinità. Sempre nel visnuismo, Vyāsa, i quattro Kumara, Nārada, Śeṣa e Brama sono generalmente considerati gli avatara shaktyavesha di Visnù o Kṛṣṇa.

## Letteratura

### Garga Samhita
La Garga Samhita afferma che l'avatara shaktyavesha è una dei sei modi di incarnazione della divinità Kṛṣṇa, identificata con Visnù. Lo scopo di tale incarnazione è quello di entrare in uno jīva (essere vivente) per compiere una determinata missione, dopodiché la divinità si allontana da questa inabitazione.

### Chaitanya Charitamrita
La Caitanya-caritāmṛta presenta sei tipologie di shaktyavesha avatara di Kṛṣṇa e i loro relativi scopi:
1. Śeṣa, che ha il potere del servizio personale di Visnù (sva-sevana-śakti) ed è il reggente di tutti i pianeti dell'universo (bhū-dhāraṇa-śakti);
2. Brahma, che detiene il potere della creazione del cosmo (sṛṣṭi-śakti);
3. i quattro Kumara, che hanno il potere di dispensare la sapienza trascendentale (jñāna-śakti);
4. Narada, che ha il potere di dispensare il servizio liturgico devozionale (bhakti-śakti);
5. Prithu, con il potere di governare e mantenere le entità viventi nell'essere (pālana-śakti);
6. Paraśurāma, che ha il potere di abbattere i furfanti e i demoni (duṣṭa-damana-śakti).